# 第二航空戦隊
第二航空戦隊（だいにこうくうせんたい）とは、日本海軍の航空戦隊。1934年（昭和9年）11月15日に開隊し、マリアナ沖海戦後の1944年（昭和19年）7月10日に解隊。

## 歴史

### 太平洋戦争以前
前線部隊である第二艦隊には、最前線での偵察・攻撃・防御に適していた航空部隊の設置が要求されていたが、航空機の能力が低く、航空母艦が不足していたために、航空戦隊を設置する余裕がなかった。1933年（昭和8年）5月9日、日本海軍4隻目の航空母艦として「龍驤」が竣工。「赤城」単艦・「加賀」単艦・「鳳翔」＋「龍驤」の三交代が可能となった。これを受けて、第二艦隊に第二航空戦隊を編成する予定となった。
1934年（昭和9年）11月15日、第二航空戦隊は第二艦隊麾下に設置（空母《赤城》、第2駆逐隊《峯風、沖風》）。初代司令官は佐世保鎮守府参謀長片桐英吉少将。初代旗艦は「赤城」。
1935年（昭和10年）4月1日、第二航空戦隊から第2駆逐隊（沖風、峯風）が除籍され、編成されたばかりの第9駆逐隊（有明、夕暮）が編入される。第2駆逐隊は4月10日附で解隊された。
同年11月15日の艦隊編制替で、第二航空戦隊は空母「加賀」と第29駆逐隊（追風、疾風）で再編される。旗艦は「赤城」から「加賀」に変更された。
第二航空戦隊司令官片桐英吉少将は霞ヶ浦海軍航空隊司令へ転任、後任の二航戦司令官は赤城艦長堀江六郎大佐。
1936年（昭和11年）11月15日、艦隊編制変更により、二航戦は空母「加賀」と睦月型駆逐艦4隻の第22駆逐隊（文月、水無月、長月、皐月）となる。
1937年（昭和12年）7月、支那事変（日中戦争）が勃発。10月20日、支那方面艦隊の編制と共に白露型駆逐艦4隻（江風、涼風、山風、海風）で編制された第24駆逐隊が第二航空戦隊に編入される。「加賀」以下第二航空戦隊は中国大陸沿岸部で活動した。
12月1日、第24駆逐隊は第一水雷戦隊に編入される。
第二航空戦隊は空母「龍驤」および睦月型駆逐艦4隻の第30駆逐隊（睦月、如月、弥生、卯月）として再編。
同日附で行われた人事異動により、堀江六郎少将は第二航空戦隊司令官から霞ヶ浦海軍航空隊司令へ転任。海軍航空本部総務部長塚原二四三少将が二航戦司令官に任命される。塚原少将は「龍驤」に将旗を掲げた。
新司令官を迎えて約二週間後の同年12月15日、日本海軍は第二航空戦隊司令官と第二連合航空隊司令官を入れ替える（二航戦司令官塚原二四三少将は第二連合航空隊司令官へ、第二連合航空隊司令官三並貞三少将は二航戦司令官へ転任）。三並少将は「龍驤」に将旗を掲げた。
同年12月29日、新型空母「蒼龍」が竣工。第二航空戦隊に編入され、二航戦旗艦は「龍驤」から「蒼龍」に交代した。
同日、「龍驤」と第30駆逐隊（睦月、如月、弥生、卯月）は第一航空戦隊に編入。内地での入渠整備を要する空母「加賀」と第29駆逐隊（追風、疾風）は龍驤以下と交替し、日中戦争の最前線から内地に帰投することになった。
1938年（昭和13年）1月、第二航空戦隊の空母は「蒼龍」1隻となる。「龍驤」は「加賀」の代艦として暫定的に第一航空戦隊旗艦に転じた。この間、第29駆逐隊は第二航空戦隊に編入された。
「加賀」復帰後、第一航空戦隊は「龍驤」から「加賀」に変更。その後、龍驤及び第30駆逐隊は原隊に復帰。第二航空戦隊は空母2隻（蒼龍、龍驤）、第30駆逐隊（睦月、卯月、弥生、如月）となり、5月5日より旗艦も「龍驤」となった。
8月11日、二航戦旗艦を「蒼龍」に変更。この後、第二航空戦隊旗艦は主に「蒼龍」が務めた。
同年9月1日、第二航空戦隊司令官は三並貞三少将から、最上型巡洋艦1番艦「最上」初代艦長・第四航空戦隊司令官等を歴任した鮫島具重少将（当時第十三戦隊司令官）に交代
同年末の編制替で、第二航空戦隊より第30駆逐隊が除かれ、吹雪型駆逐艦3隻（東雲、叢雲、薄雲）で編制された第12駆逐隊が編入される。所属空母は「蒼龍」および「龍驤」。
1939年（昭和14年）7月5日、空母「飛龍」が竣工。
同年10月20日、第二航空戦隊司令官は鮫島具重少将から、横須賀海軍航空隊司令戸塚道太郎少将に交代。
11月15日、艦隊編制の改定により二航戦の空母は2隻（蒼龍、飛龍）、所属駆逐隊は吹雪型駆逐艦3隻（初雪、白雪、吹雪）の第11駆逐隊となる（第12駆逐隊は第三水雷戦隊に編入）。
12月23日、第二航空戦隊旗艦は「飛龍」に変更。
1940年（昭和15年）4月22日、二航戦旗艦は「蒼龍」に変更。5月24日、「飛龍」に移動した。
11月1日、第二航空戦隊司令官戸塚道太郎少将は第一航空戦隊司令官へ転任。後任の二航戦司令官は山口多聞少将（当時、第一連合航空隊司令官）。
11月15日附で第11駆逐隊（駆逐隊司令有賀幸作大佐）は第二航空戦隊から除かれ、第三水雷戦隊に編入。睦月型駆逐艦3隻（菊月、夕月、卯月）からなる第23駆逐隊（駆逐隊司令山田雄二大佐）が第二航空戦隊に編入される。
12月28日、山口司令官は旗艦を「蒼龍」から「飛龍」に変更した。
1941年（昭和16年）3月24日、第二航空戦隊旗艦は「蒼龍」に交代。

### 第一航空艦隊
1941年（昭和16年）4月10日、日本海軍は第一航空艦隊（司令長官南雲忠一中将、参謀長草鹿龍之介少将、参謀源田実中佐等）を編制する。第二航空戦隊は第二艦隊より除かれ、第一航空艦隊に編入される。
同年9月12日、内示された昭和17年度海軍戦時編制によれば、昭和17年度の第二航空戦隊は空母2隻（蒼龍、飛龍）と第12駆逐隊（叢雲、東雲）となる予定だった。しかし太平洋戦争の勃発により、「叢雲」以下第12駆逐隊が同大戦で空母機動部隊に配属される事はなかった。
9月22日、二航戦旗艦は「飛龍」となるが、10月26日より「蒼龍」に復帰。
11月16日、第23駆逐隊（菊月、夕月、卯月）はグァム島攻略作戦に関して第四艦隊（司令長官井上成美中将）の指揮下に入り、第五根拠地隊に配属された。
太平洋戦争開戦時の第二航空戦隊（司令官山口多聞少将）は、準同型艦の空母2隻（蒼龍、飛龍）を主力とし、第一航空艦隊に所属。編制上は睦月型駆逐艦3隻（菊月、夕月、卯月）の第23駆逐隊が二航戦に所属していたが、同部隊は南洋部隊（指揮官井上成美第四艦隊司令長官。旗艦「鹿島」）に編入されて中部太平洋諸島を行動し、開戦時は第五根拠地隊司令官春日篤少将の指揮下でグアム島に進攻。敷設艦「津軽」や駆逐艦「朧」（第五航空戦隊所属）と共に上陸作戦を敢行した（グアム島攻略作戦）。以後も南洋部隊の指揮下で行動し、空母2隻（蒼龍、飛龍）とは別行動である。
1941年（昭和16年）12月8日、真珠湾攻撃に参加。以後、第二航空戦隊の空母2隻（蒼龍、飛龍）は金剛型戦艦、利根型重巡洋艦、南雲機動部隊警戒隊の軽巡「阿武隈」（第一水雷戦隊旗艦）や朝潮型駆逐艦・陽炎型駆逐艦等と共に、ウェーク島攻撃、ポートダーウィン攻撃、セイロン沖海戦に参加する。
第二次ウェーク島攻略作戦時に派遣された部隊編成（指揮官阿部弘毅第八戦隊司令官）は、第八戦隊（阿部弘毅少将：利根、筑摩）、第二航空戦隊（山口多聞少将：蒼龍、飛龍）、第17駆逐隊第1小隊（谷風、浦風）。
クリスマス島攻撃時の部隊編成は、第二航空戦隊（蒼龍、飛龍）、第三戦隊第2小隊（3番艦榛名、4番艦金剛）、第17駆逐隊（谷風、浦風、浜風、磯風）。
1942年（昭和17年）4月10日、第一航空艦隊麾下に陽炎型駆逐艦および夕雲型駆逐艦を主力とする第十戦隊（司令官木村進少将。旗艦「長良」）が新編される。これにともない、第23駆逐隊は南洋部隊麾下の第六水雷戦隊（旗艦「夕張」）に編入。
5月5日、同駆逐隊は珊瑚海海戦の前哨戦で「菊月」を喪失（ツラギ島）、5月25日附で解隊された（夕月は第29駆逐隊、卯月は第30駆逐隊に編入）。
日本本土へ帰投後の5月8日、第二航空戦隊旗艦は「蒼龍」から「飛龍」に変更。
6月5日のミッドウェー海戦で「飛龍」と「蒼龍」は沈没（飛龍艦長加来止男大佐、蒼龍艦長柳本柳作大佐戦死）。第二航空戦隊司令官山口多聞少将は「飛龍」から脱出せず行方不明となった（戦死認定）。
7月上旬、生還した安井鈊二少佐や橋口喬少佐は、それぞれ第二航空戦隊参謀の職務を解かれた。

### 第三艦隊
1942年（昭和17年）7月14日附で、日本海軍は第三艦隊を新編（司令長官南雲忠一中将、参謀長草鹿龍之介少将）。第二航空戦隊は旧第四航空戦隊（隼鷹、龍驤）と竣工した隼鷹型航空母艦2番艦「飛鷹」をもって再建（飛鷹は7月31日附で編入）。第二航空戦隊司令官は角田覚治少将（前職第四航空戦隊司令官）。他に宮本鷹雄少佐（重巡衣笠砲術長）、岡田恰少佐、奥宮正武少佐等が二航戦参謀に任命された。
8月7日にガダルカナル島の戦いが始まると、出撃準備に間に合わなかった瑞鳳型航空母艦1番艦「瑞鳳」の代艦として「龍驤」が第一航空戦隊3番艦となり、「瑞鳳」は臨時に第二航空戦隊3番艦となる。「龍驤」は翔鶴型航空母艦2隻（翔鶴、瑞鶴）と共に出撃したが、8月24日の第二次ソロモン海戦で沈没した。
10月中旬、作戦行動中に第二航空戦隊旗艦「飛鷹」で機関故障が発生、旗艦を「隼鷹」に変更、「飛鷹」はトラック泊地に回航された。このため第二航空戦隊は10月26日の南太平洋海戦や11月中旬の第三次ソロモン海戦を空母1隻（隼鷹）で戦うことになった。
1943年（昭和18年）5月22日、第二航空戦隊司令官は角田覚治中将から酒巻宗孝少将（前職第五十航空戦隊司令官。後任は城島高次少将）に交代。
6月10日、横須賀を出港した「飛鷹」は米潜水艦トリガーに雷撃されて大破、修理に従事する。6月12日、第五十航空戦隊（龍鳳、鳳翔）より「龍鳳」を第二航空戦隊に編入。二航戦は空母3隻（隼鷹、飛鷹、龍鳳）となったが「飛鷹」大破のため（前述）、実質的には空母2隻（隼鷹、龍鳳）だった。第二航空戦隊はニュージョージア島の戦いに伴い所属航空隊を陸上基地に派遣、消耗を重ねた。
9月1日、酒巻宗孝少将は第二航空戦隊司令官から第二十六航空戦隊司令官へ転任。空母「翔鶴」初代艦長や第十一航空戦隊司令官等を歴任した城島高次少将（当時第五十航空戦隊司令官）が、後任の第二航空戦隊司令官に補職される。奥宮正武少佐（第二航空戦隊参謀）も第二十六航空戦隊参謀となったが、9月21日附で第二航空戦隊参謀に復帰している。
1944年（昭和19年）1月上旬、再びラバウル方面に所属航空隊を派遣するが、激戦により消耗を重ねた。
3月10日、空地分離方式により第二航空戦隊に第六五二海軍航空隊が編入される。城島少将が二航戦司令官と第六五二海軍航空隊司令を兼務する。3月29日、鈴木正一中佐が第六五二海軍航空隊司令に補職されたことで、城島少将は兼務を解かれた。
同年6月下旬のマリアナ沖海戦で「飛鷹」は沈没（6月20日）。
7月10日、第二航空戦隊は解隊され、「龍鳳」は第一航空戦隊に編入、「隼鷹」は第四航空戦隊に編入、書類上在籍していた「飛鷹」は第三艦隊附となる。同日附で城島高次少将（二航戦司令官）は第二十一航空戦隊司令官へ転任。二航戦参謀の寺崎隆治大佐や奥宮正武少佐も、新たな任地に転じた。

## 編制
- 1934年（昭和9年）11月15日　新編（第二艦隊所属）[3]
  - 赤城
  - 第2駆逐隊：峯風、沖風

- 1935年（昭和10年）4月1日（第二艦隊所属）[6][8]
  - 赤城
  - 第9駆逐隊：有明、夕暮

- 1935年（昭和10年）11月15日（第二艦隊所属）[6][8]
  - 加賀[95]
  - 第29駆逐隊：追風、疾風

- 1936年（昭和11年）11月15日
  - 加賀[11][12]
  - 第22駆逐隊：文月、水無月、長月、皐月

- 1937年（昭和12年）10月20日　支那方面艦隊新編時の編制
  - 加賀
  - 第24駆逐隊：江風[96]、涼風[97]、山風[98]、海風[99]

- 1937年（昭和12年）12月1日　第二艦隊復帰時の編制（第二艦隊所属）
  - 龍驤[15]、蒼龍（12月29日編入）
  - 第30駆逐隊：睦月、如月、弥生、卯月[16]

- 1938年（昭和13年）12月15日
  - 蒼龍、龍驤
  - 第12駆逐隊：東雲、叢雲、薄雲[100]

- 1939年（昭和14年）11月15日[35]
  - 飛龍、蒼龍
  - 第11駆逐隊：初雪、白雪、吹雪[101]

- 1940年（昭和15年）11月15日[42]
  - 飛龍、蒼龍
  - 第23駆逐隊：菊月、夕月、卯月[43]

- 1941年（昭和16年）4月10日　第一航空艦隊新編時の編制（第一航空艦隊所属）
  - 飛龍、蒼龍
  - 第23駆逐隊：菊月、夕月、卯月

- 1942年（昭和16年）4月10日　第十戦隊新編時の編制（第一航空艦隊所属）[66][68]
  - 飛龍、蒼龍

- 1942年（昭和17年）7月14日　ミッドウェー海戦後の編制（第三艦隊所属）
  - 隼鷹（7月14日より）、龍驤（7月14日より）、飛鷹（7月31日附編入）[78]

- 1942年（昭和17年）9月1日[102]
  - 隼鷹、飛鷹

- 1943年（昭和18年）6月12日[84]
  - 隼鷹、飛鷹、龍鳳

- 1944年（昭和19年）4月1日　戦時編制制度改定後の編制（第三艦隊所属）[103]
  - 隼鷹、飛鷹、龍鳳
  - 第六五二海軍航空隊（3月10日附編入）

- 1944年（昭和19年）7月10日　解隊[104]

## 司令官
- 片桐英吉 少将：1934年11月15日[4] - 1935年11月15日[10]
- 堀江六郎 大佐：1935年11月15日[10] - 1937年12月1日[17]
- 塚原二四三 少将：1937年12月1日[17] - 1937年12月15日[18]
- 三並貞三 少将：1937年12月15日[18] - 1938年9月1日[31]
- 鮫島具重 少将：1938年9月1日[31] - 1939年10月20日[33]
- 戸塚道太郎 少将：1939年10月20日[33] - 1940年11月1日[39]
- 山口多聞 少将：1940年11月1日[39] - 1942年6月5日戦死（同日附で海軍中将に昇進）[71]
- 角田覚治 少将：1942年7月14日[76] - 1943年5月22日[81]
- 酒巻宗孝 少将：1943年5月22日[81] - 1943年9月1日[86]
- 城島高次 少将：1943年9月1日[86] - 1944年7月10日[94]